# Örökké (film, 2016)
Az Örökké (eredeti cím: Éternité) 2016-ban bemutatott francia–belga film, amelyet Tran Anh Hung rendezett.
A forgatókönyvet Tran Anh Hung írta. A producerei Christophe Rossignon és Philip Boëffard. A főszerepekben Audrey Tautou, Bérénice Bejo, Mélanie Laurent, Jérémie Renier, Pierre Deladonchamps és Tran Nu Yen Khe. A tévéfilm forgalmazója a Pathé. Műfaja romantikus film és filmdráma.
Franciaországban 2016. szeptember 7-én, Belgiumban 2016. szeptember 14-én mutatták be a mozikban. Magyarországon az HBO vetítette le.

## Szereplők
| Szereplő            | Színész                   | Magyar hang     |
| ------------------- | ------------------------- | --------------- |
| Valentine           | Audrey Tautou             | Györgyi Anna    |
| Gabrielle           | Bérénice Bejo             | Farkasházi Réka |
| Henri               | Jérémie Renier            | Lengyel Tamás   |
| Charles             | Pierre Deladonchamps      | Fehér Tibor     |
| Mathilde anyja      | Valérie Stroh             | Kovács Nóra     |
| Jules               | Arieh Worthalter          | Varga Gábor     |
| Valentine anyja     | Philippine Leroy-Beaulieu | Szórádi Erika   |
| Narrátor            | Tran Nu Yen Khe           | Németh Kriszta  |
| Gabrielle 12 évesen | Jeanne Thiébaut           | Azurák Hanna    |
| Jean 8-9 évesen     | Félix Bossuet             | Vida Bálint     |